# Boerenoorlogen

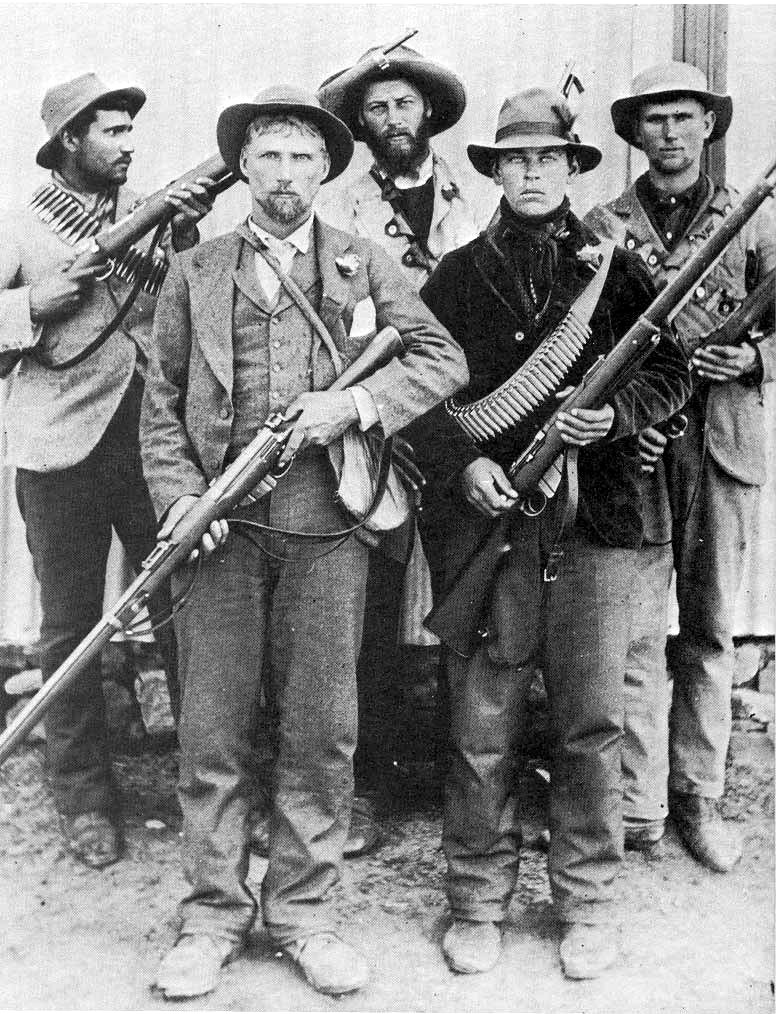
Boerenguerrilla's tijdens de Tweede Boerenoorlog, ca. 1900

De Boerenoorlogen (Afrikaans: Vryheidsoorloë) waren twee oorlogen die tussen 1880 en 1902 tussen de Boeren en de Britten in Zuid-Afrika uitgevochten werden.
Deze Boeren of Afrikaners waren afstammelingen van voornamelijk Nederlandse kolonisten, die als pioniers (Voortrekkers) naar de binnenlanden van Zuid-Afrika trokken en daar onder meer de Zuid-Afrikaanse Republiek (Transvaal) en de Oranje Vrijstaat stichtten.
De Boeren genoten in hun strijd tegen de Britten veel sympathie in België, Duitsland en Nederland. In meerdere Belgische en Nederlandse steden, onder meer in Amsterdam, Antwerpen, Den Haag en Rotterdam, werden rondom 1900 straatnamen vernoemd naar strijders en politici van de Boerenbeweging en naar plaatsen die een rol speelden in de oorlogen.

## Eerste Boerenoorlog
De Eerste Boerenoorlog (1880-1881) vond plaats na de annexatie van Transvaal door het Britse rijk. De overwinning van de Boeren verzekerde de onafhankelijkheid van Transvaal.

## Tweede Boerenoorlog
De Tweede Boerenoorlog (1899-1902) was het resultaat van jarenlange spanningen tussen de Boeren en de Britten. De oorlog resulteerde in een pyrrusoverwinning voor het Verenigd Koninkrijk en luidde het einde in van de onafhankelijke Boerenrepublieken.